# Wojciech Marusarz
Wojciech Marusarz , né le 28 mai 1993 à Zakopane, est un coureur polonais du combiné nordique.

## Biographie
Marusarz dispute sa première course internationale à Karpacz en Coupe continentale en 2010. Il doit attendre 2013 pour réapparaître dans une compétition mondiale à l'occasion des Championnats du monde junior.
Il est sélectionné pour l'Universiade d'hiver de 2015 et de 2017 à Almaty, où il remporte la médaille d'or par équipes avec Adam Cieslar et Pawel Slowiok.
En décembre 2017, il obtient trois résultats dans le top quinze en Coupe continentale à Steamboat Springs. Avec un seul départ dans la Coupe du monde (Chaux-Neuve en janvier 2018), il parvient tout de même à se qualifier pour les Jeux olympiques de Pyeongchang, où il finit notamment 47e et dernier de l'épreuve individuelle avec petit tremplin.
En 2019, dans la compétition hivernale, il devient champion de Pologne.
Il prend sa retraite en 2020.

## Palmarès

### Jeux olympiques d'hiver
| Épreuve / Édition | Pyeongchang 2018 |
| Gundersen PT      | 47e              |
| Gundersen GT      | Abandon          |
| Par équipes       | 9e               |

### Championnats du monde
| Épreuve / Édition  | Épreuve / Édition  | Falun 2015 |
| Gundersen          | PT                 | 37e        |
| Gundersen          | GT                 | —          |
| Par équipes        | Par équipes        | —          |
| Sprint par équipes | Sprint par équipes | —          |

### Universiades
| Épreuve / Édition | Épreuve / Édition | Štrbské Pleso 2015 | Ałmaty 2017 |
| Gundersen         | Gundersen         | 16e                | 11e         |
| Mass start        | Mass start        | 23e                | 9e          |
| Par équipes       | Par équipes       | 6e                 | Or          |

### Coupe du monde
- Meilleur résultat individuel : 42e.